# Nyamina
Nyamina est une localité et une commune rurale malienne, chef-lieu du cercle de Nyamina dans la région de Koulikoro.

## Géographie
La localité est située sur la route nationale N 29 (axe Sirakorola-Ségou) et sur la rive gauche du fleuve Niger à 87 km au nord-est du chef-lieu régional Koulikoro. 
| Duguwolowula | Toukoroba | Bellen |
| Tougouni     | Nyamina   | Souba  |
| Dinandougou  | Boidié    | Tamani |

## Histoire

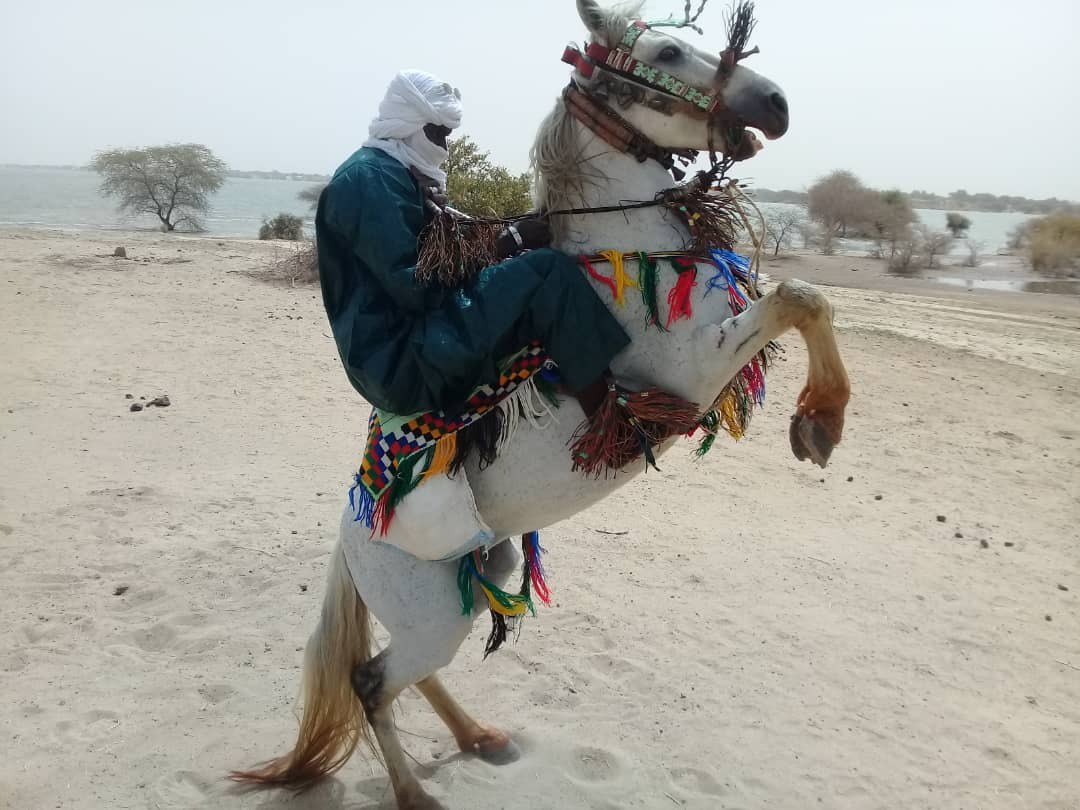
Cavalier au bord du Niger (2018).

En mars 2023, la commune est distraite de cercle de Koulikoro pour être érigée en chef-lieu du 6e cercle de la région de Koulikoro.

## Villages

Carte communale

La commune s'étend sur 50 localités relevées lors du recensement général de 2009. 
Les villages les plus peuplés sont :
- Nyamina (5 161 habitants) ;
- Séguéla (1 808 habitants) ;
- Babérébougou (1 330 habitants).